# أمدهان علي
أمدهان علي مواليد 11 سبتمبر 1992 في المالديف، هو لاعب كرة قدم مالديفي. يلعب كمدافع لصالح نادي مازيا المالديفي.

## المسيرة الاحترافية

### أندية لعب لها
- نادي إيجلز

## المنتخب الوطني
ظهر أمدهان لأول مرة في مباراة ودية دولية ضد لاوس في 13 مايو 2014، حيث لعب 90 دقيقة كاملة وواصلت جزر المالديف الفوز بالمباراة بنتيجة 7-1.

## روابط خارجية
- أمدهان علي على موقع الاتحاد الدولي (مؤرشف)  (الإنجليزية)
- أمدهان علي على موقع قاعدة بيانات كرة القدم.إي يو (الإنجليزية)
- أمدهان علي على موقع ناشيونال فوتبول تيمز (الإنجليزية)
- أمدهان علي على موقع Soccerway.com (الإنجليزية)